# Функциональный потенциал
Функциональный потенциал в стратегическом управлении организацией — диапазон потенциальных возможностей, который обеспечивается выбором функциональной структуры организации.
Задача выявления функционального потенциала — нахождение компромиссов между глубоким разделением труда с узкой специализацией подразделений (обеспечивающим эффективность) и агрегацией функций (повышающей творческие возможности и отзывчивость к изменениям), между чётким разграничением задач (способствующим функциональной стабильности) и их объединением (повышающим гибкость), между авторитарной структурой (обеспечивающей стабильность и эффективность) и разделёнными полномочиями (эффективных в условиях перемен).
Классические примеры реализации расширения функционального потенциала за счёт изменений функциональной структуры — появление самостоятельных подразделений маркетинга и НИОКР вне рамок производственных и сбытовых подразделений в крупных американских и европейских корпорациях в 1930-е годы.